# Kif-Kif
Pour les articles homonymes, voir Kif-Kif (homonymie).
Kif-Kif est une série télévisée jeunesse québécoise quotidienne puis hebdomadaire, en 189 épisodes de 25 minutes diffusée entre le 11 septembre 2006, et le 2 septembre 2008 à la télévision de Radio-Canada.

## Synopsis
La série suit chaque jour l’expérience incroyable des huit étudiants de secondaire IV sélectionnés pour participer au projet pilote « Comme en appart’ », qui offre la possibilité à ces huit jeunes de vivre en communauté. Le tout organisé par l’École des Sables…

## Fiche technique
- Auteurs principaux : Luc Déry et Yves Lapierre
- Réalisateurs : Stéphan Joly, Michel Berthiaume
- Réalisateur-coordonnateur : Simon Barrette
- Producteur exécutif : Jean-Pierre Morin
- Productrice : Sylvie Tremblay
- Conseillères au contenu : Catherine Lejeune, Anne Brault
- Coordonnatrice au contenu : Stéphanie Bujold
- Production : Vivaclic Inc.

## Distribution
- Roxane Bourdages : Noémie Giguère-Plourde
- Jean-Robert Quirion : Jean-Robert Nault
- Marie-Lyse Laberge-Forest : Fanny Chénier-Dupont
- Emmanuel Schwartz : Julien Thibeault-Mercier
- Pierre-Luc Bouvrette : Félix Vigneault
- Amélie-B. Simard : Carole-Anne Sergerie
- Émilie Gilbert : Allison Garon
- Iannicko N'Doua-Légaré : Malik Tamba
- Catherine Bégin : Ludmilla Taillefer
- Laurent Allaire : Olivier Caron
- Réal Bossé : Pierre Bastien
- Isabelle A. Dupont : Alexe Michaud
- Valérie Gervais-Lillo : Marie-Pier Fafard
- Mathieu Grondin : Maxime Harvey
- Adam Kosh : Charles Racette
- Diane Lavallée : Denise Michaud
- Jean-Dominic Leduc : Jean-Guy Monette
- Guillaume Legault : Yannick Bisaillon
- Claude Lemieux : William Pagé
- Jessica Malka : Joëlle Bernard-Bossé
- Patrick Martin : Patrick Bisaillon
- Jean-François Nadeau : François Sullivan
- Guy Nadon : Gabriel Taillefer
- Vincent-Guillaume Otis : Antoine Johnson
- France Parent : Véronique Laverdière
- Fannie St-Cyr : Barbara Taillefer
- Mylène St-Sauveur : Valérie Vincelette
- Anik Vermette : Maude Surprenant
- Maude Gionet : Loulou
- Pierre-Yves Cardinal : David Fecteau
- Guillaume Champoux : acteur de soap
- Patrick Drolet : Yan Choquette
- Caroline Bouchard : Soleine

## Commentaires
- La série comportait un volet télé et un volet web conçu par Tribal Nova.
- Un vote interactif était proposé aux abonnés de Illico télé numérique de Vidéotron.
- Le 18 avril 2007, Radio-Canada a informé les producteurs que la série s'arrêtera à l'hiver prochain[3]. Sur 189 épisodes produits, Radio-Canada en avait diffusé 104.
- Radio-Canada aurait annulé la série puisque ce sont des adultes et personnes âgées qui formaient l'auditoire principal de cette série jeunesse qui ciblait les 12 à 16 ans et son désir d'abandonner la case du retour à la maison des jeunes (16 h à 18 h)[4].